# Talha ibn Tahir
Talha ibn Tàhir (àrab: طلحة بن طاهر, Ṭalḥa b. Ṭāhir) (Nixapur, ? - Gran Khorasan, 828) fou governador tahírida del Khorasan del 822 a la seva mort el 828 succeint al seu pare Tahir ibn al-Hussaayn. Es diu que el califa volia nomenar al seu germà Abd-Al·lah ibn Tàhir, que havia estat nomenat uns mesos abans com a governador del Diyar Rabia, però com que aquest estava enfrontant una revolta va optar per confirmar a Talha. Talha va fer sis campanyes al Sistan, província que depenia de Khorasan, on dominaven els kharigites dirigits per Hamza ibn Adharak. La lluita contra aquest va durar tot el seu govern. Talha i el cap kharigita Hamza van morir el mateix any 828. El seu germà Abd-Al·lah ibn Tàhir el va succeir com a governador.